# Guns N' Roses
Guns N' Roses is een Amerikaanse hardrockband. De band is opgericht in Los Angeles in 1985. In 1987 werden ze wereldwijd bekend met hun eerste album Appetite for Destruction.

## Geschiedenis

### Ontstaan

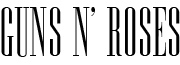
Het originele Guns N' Roses logo, 1988-2000

Guns N' Roses werd in 1985 opgericht door zanger Axl Rose, gitaristen Tracii Guns en Izzy Stradlin, bassist Duff McKagan en drummer Robbie Gardner. De naam Guns N' Roses werd afgeleid van de twee bands, die samen uiteindelijk Guns N' Roses vormden: L.A. Guns en Hollywood Rose. Bij het eerste geplande optreden konden Tracii en Gardner namelijk niet verschijnen, waarna McKagan zijn best deed alsnog muzikanten te vinden. Hij was het, die de voor hem niet onbekende gitarist Slash en drummer Steven Adler (Hollywood Rose en daarvoor Roadcrew) als vervanging toevoegde, de originele samenstelling was toen een feit. (Michael Andrew "Duff" McKagan schipperde tussen Hollywood Rose en L.A. Guns en bracht ze samen.) In deze gloednieuwe samenstelling kon het vijftal alsnog enkele optredens verzorgen. Duff gaf later aan dat ze er niets aan over hadden gehouden, maar dat het de band 'Guns N' Roses' versterkte.
Met deze samenstelling werden drie albums uitgebracht:
- Live ?!*@ Like a Suicide (een ep uitgebracht in eigen beheer) (1986)
- Appetite for Destruction (1987)
- G N' R Lies (1988)

Van het album Appetite for Destruction werden wereldwijd meer dan 28 miljoen exemplaren verkocht (waarvan 18 miljoen in de Verenigde Staten).
Dit album had een opruiende coverillustratie van de Amerikaanse underground-tekenaar Robert Williams. Op de originele hoes was een afbeelding te zien van een monster met een dolkengebit dat een robotachtige verkrachter aanvalt, terwijl een half ontklede jonge vrouw op de grond ligt. Op de heruitgave was deze afbeelding vervangen door een kruis met vijf doodskoppen, die de gezichten van de bandleden voorstelden.
Kort na het begin van de opnamen van de Use your illusion albums verliet Steven Adler de band (hij is alleen te horen in het nummer "Civil war" van Use Your illusion II). Volgens geruchten moest hij de band verlaten omdat hij weigerde zich te laten behandelen voor zijn heroïne- en drankverslaving.
Guns N' Roses werd versterkt met drummer Matt Sorum en keyboardspeler Dizzy Reed. In deze samenstelling werden in 1991 de albums Use Your Illusion I en Use Your Illusion II uitgebracht. Na enkele concerten ter ondersteuning van deze albums verliet Izzy Stradlin de band en werd hij vervangen door Gilby Clarke. Ruim twee jaar lang toerde Guns N' Roses de wereld rond. Gedurende deze periode kwam de single November Rain uit. Hij bereikte de 3e plaats in de Nationale Hitparade. De grootste hit die de groep in Nederland had, was de Bob Dylan cover Knockin' on Heaven's Door. Hij stond vier weken op nr. 1 en was de bestverkochte single in 1992.
In 1993 kwam een nieuw album uit, met covers van de helden van Guns N' Roses: "The Spaghetti Incident?". De opkomst van de grunge wordt gezien als mogelijke reden voor het gebrek aan succes. Andere mogelijke redenen zijn dat de creatieve kwaliteiten minder waren en dat het niet goed duidelijk gemaakt was dat het een coveralbum was, het stond niet aangegeven op de voorkant van de hoes. De jaren erop viel Guns N' Roses langzaam uit elkaar (in 1994, 1996 en 1997 verlieten respectievelijk Gilby Clarke, Slash en Duff McKagan de band), totdat van de oorspronkelijke bezetting uiteindelijk alleen Axl Rose overbleef.

### Guns N' Roses vanaf 1998
In 1998 vormde Axl Rose een nieuwe groep Guns N' Roses met Josh Freese (voormalig The Vandals-drummer, zie ook A Perfect Circle en Nine Inch Nails), Tommy Stinson (voormalig The Replacements-bassist), Robin Finck (voormalig Nine Inch Nails-gitarist), gitarist Paul Huge en Dizzy Reed (keyboard). In 1999 kwam een nieuwe single, "Oh My God", uit als voorloper van een nieuw album (Chinese Democracy) waarop fans uiteindelijk nog negen jaar zouden moeten wachten. In 2004 is er wel een Greatest hits-album verschenen met daarop ook de in 1994 als single uitgebrachte (laatste in oude bezetting) Rolling Stones-cover "Sympathy for the Devil". De (ex)leden van Guns N' Roses waren het echter niet eens met het uitbrengen van dit Greatest Hits-album en voor het eerst in jaren stonden Axl Rose en zijn voormalige bandleden eens niet tegenover elkaar, maar samen voor het gerecht in een poging het uitbrengen te verbieden.
Guns N' Roses bleef problemen hebben met hun bezetting en concerten. Finck keerde terug naar Nine Inch Nails en de gitarist Buckethead kwam in 2000 bij de band. Tijdens een tweetal concerten in 2001 werd Freese vervangen door Brian Mantia (voormalig Primus-drummer). In 2002 verliet Huge de band en werd vervangen door Richard Fortus (voormalig Love Spit Love-gitarist).
De nieuwe tour, de eerste sinds 1993, raakte niet altijd uitverkocht en kreeg te maken met rellen doordat Axl Rose niet altijd kwam opdagen. Ten slotte werden in 2002 alle resterende concerten opgeschort, waaronder het beoogde concert in het GelreDome in Arnhem.
In 2004 verliet Buckethead de band, wederom vertragingen in de hand spelend ten aanzien van geplande concerten.
Alhoewel nieuw materiaal vooralsnog uitbleef, werden er wel de nodige aankondigingen gedaan. In september 2005 deed Axl Rose de uitspraak dat er mogelijk nieuw materiaal zal verschijnen van Guns N' Roses op de komende soundtrack van The Da Vinci Code, de verfilmde versie van Dan Browns gelijknamige bestseller, maar dit bleek niet het geval te zijn, de gehele soundtrack werd gecomponeerd door Hans Zimmer. Oud-gitarist Slash liet in december dat jaar tijdens een interview bij het Amerikaanse radiostation WMMR weten dat het album Chinese democracy in maart 2006 uit zou moeten komen. Zelf liet Axl Rose in januari 2006 weten in het tijdschrift Rolling Stone, dat "men dit jaar nog muziek zal gaan horen". Later werd de releasedatum alweer opgeschoven naar het najaar van 2006, hetgeen Axl Rose in mei 2006 bevestigde in een interview op het Amerikaanse rockstation Q 104.3.
Een Europese tour ging in de lente van 2006 van start met Ron "Bumblefoot" Thal als vervanging van Buckethead. Op 29 juli speelde Guns N' Roses op het Roskilde Festival in Denemarken. Op 2 juli 2006 gaf de band een concert in Nederland in het Goffertpark in Nijmegen.
Op 15 december 2006 schreef Axl Rose persoonlijk een brief aan de fans waarin staat dat het album een voorlopige releasedatum mee krijgt van 6 maart 2007 en dat alle andere data verzonnen zijn en niet door de band zijn bevestigd. Ook deze datum werd echter niet gehaald. Volgens de band en management was het album in een afrondingsfase waarbij hier en daar nog slechts gemixt werd.
Tussen 2002 en 2008 werden er negen nummers gelekt op het internet. Deze waren op vele torrentsites te vinden. Al deze nummers zijn alleen maar demo's en geen uiteindelijke mixes.
Het album Chinese democracy is op 21 november 2008 dan toch verschenen. Vijftien jaar na het laatste studioalbum The spaghetti incident. In 2009 en 2010 toert Guns N' Roses in support van het album door Azië, Canada en Zuid-Amerika. Tijdens deze tour werd DJ Ashba aan de band toegevoegd.
In januari 2009 liet Axl Rose weten dat hij nog ongebruikt materiaal wil verwerken in een vervolg voor Chinese democracy.
De band trad op 3 oktober 2010 op in het GelreDome XS te Arnhem tijdens hun nieuwe Europese tournee.
Op 7 december 2011 werd bekend dat Guns N' Roses op 14 april 2012 zou worden gehuldigd en toegevoegd aan de Rock and Roll Hall of Fame, tegelijkertijd met de Red Hot Chili Peppers.
In 2023 treedt de band nog steeds op. Zanger Axl Rose viel in 2016 in voor Brian Johnson, de zanger van AC/DC, die last had van gehoorschade.

## Bezetting
- Axl Rose - zang, piano (1985-heden)
- Dizzy Reed - keyboard, piano (1990-heden)
- Richard Fortus - slaggitaar (2002-heden)
- Duff McKagan - basgitaar (1985-1997, 2016-heden)[7]
- Slash - leadgitaar (1985-1996 en 2016-heden)
- Melissa Reese - keyboard, effecten (2016-heden)

### Voormalige bandleden
- Ole Beich - basgitaar (1985)
- Rob Gardner - drums (1985)
- Tracii Guns - melodische gitaar (1985)
- Steven Adler - drums (1985-1990, 2016 (eenmalige comeback))
- Izzy Stradlin - ritme-gitaar (1985-1991, 1993, 2012)
- Gilby Clarke - ritme-gitaar (1991-1994)
- Matt Sorum - drums (1990-1997)
- Josh Freese - drums (1997-2000)
- Paul Huge - ritme-gitaar (1994-2002)
- Buckethead - melodische gitaar (2000-2004)
- Brian "Brain" Mantia - drums (2000-2006)
- Robin Finck - melodische gitaar (1997-1999, 2000-2008)
- DJ Ashba - melodische gitaar (2009-2015)
- Ron "Bumblefoot" Thal - melodische gitaar (2006-2014)
- Tommy Stinson - basgitaar (1998-2015)
- Chris Pitman - keyboard, effecten (1998-2016)
- Frank Ferrer - drumstel (2006-2025)

Slash, Duff en Matt vormden in 2004 met Stone Temple Pilots-zanger Scott Weiland de band Velvet Revolver en brachten met die band de albums Contraband en Libertad uit.

## Discografie

### Albums
| Album met eventuele hitnotering(en) in de Nederlandse Album Top 100 | Datum van verschijnen | Datum van binnenkomst | Hoogste positie | Aantal weken | Opmerkingen                                         |
| ------------------------------------------------------------------- | --------------------- | --------------------- | --------------- | ------------ | --------------------------------------------------- |
| Appetite for Destruction                                            | 21-07-1987            | 24-09-1988            | 3               | 93           |                                                     |
| G N' R Lies                                                         | 29-11-1989            | 10-06-1989            | 12              | 20           | half live / half nieuwe (akoestische) studionummers |
| Use Your Illusion I                                                 | 17-09-1991            | 28-09-1991            | 2               | 110          |                                                     |
| Use Your Illusion II                                                | 17-09-1991            | 28-09-1991            | 2               | 113          |                                                     |
| The Spaghetti Incident?                                             | 23-11-1993            | 04-12-1993            | 4               | 21           |                                                     |
| Live Era '87-'93                                                    | 23-11-1999            | 04-12-1999            | 16              | 16           | Livealbum                                           |
| Greatest Hits                                                       | 15-03-2004            | 27-03-2004            | 3               | 57           | Verzamelalbum                                       |
| Chinese Democracy                                                   | 21-11-2008            | 29-11-2008            | 4               | 11           |                                                     |

| Album met hitnotering(en) in de Vlaamse Ultratop 200 albums | Datum van verschijnen | Datum van binnenkomst | Hoogste positie | Aantal weken | Opmerkingen   |
| ----------------------------------------------------------- | --------------------- | --------------------- | --------------- | ------------ | ------------- |
| Greatest Hits                                               | 2004                  | 27-03-2004            | 1(1wk)          | 36           | Verzamelalbum |
| Chinese Democracy                                           | 2008                  | 29-11-2008            | 4               | 12           | Goud          |

### Singles
| Single met eventuele hitnotering(en) in de Nederlandse Top 40 | Datum van verschijnen | Datum van binnenkomst | Hoogste positie | Aantal weken | Opmerkingen                                                                                  |
| ------------------------------------------------------------- | --------------------- | --------------------- | --------------- | ------------ | -------------------------------------------------------------------------------------------- |
| Sweet Child o' Mine                                           | 1988                  | 1988                  | 24              | 10           | Nr.20 in de Nationale Hitparade Top 100                                                      |
| Welcome to the Jungle                                         | 1988                  | -                     | -               | -            | Nr.84 in de Nationale Hitparade Top 100                                                      |
| Paradise City                                                 | 1989                  | 1989                  | 4               | 11           | Nr.2 in de Nationale Hitparade Top 100                                                       |
| Patience                                                      | 1989                  | 1989                  | 4               | 12           | Nr.3 in de Nationale Hitparade Top 100                                                       |
| You Could Be Mine                                             | 1991                  | 1991                  | 5               | 13           | Nr.4 in de Nationale Top 100                                                                 |
| Don't Cry                                                     | 1991                  | 1991                  | 6               | 7            | Nr.7 in de Nationale Top 100 / Veronica Alarmschijf Radio 3                                  |
| Live And Let Die                                              | 1991                  | 1991                  | 12              | 7            | Nr.13 in de Nationale Top 100                                                                |
| November Rain                                                 | 1992                  | 1992                  | 4               | 18           | Nr.3 in de Nationale Top 100                                                                 |
| Knockin' On Heaven's Door                                     | 1992                  | 1992                  | 1(3wk)          | 18           | Nr.1 in de Nationale Top 100 / Best verkochte single van 1992 / Veronica Alarmschijf Radio 3 |
| Yesterdays                                                    | 1992                  | 1992                  | 6               | 9            | Nr.7 in de Nationale Top 100 / Veronica Alarmschijf Radio 3                                  |
| Civil War                                                     | 1993                  | 1993                  | 22              | 6            | Nr.16 in de Mega Top 50 / Alarmschijf                                                        |
| Ain't It Fun                                                  | 1993                  | 1993                  | 20              | 5            | Nr.22 in de Mega Top 50                                                                      |
| Since I Don't Have You                                        | 1994                  | 1994                  | tip10           | -            |                                                                                              |
| Sympathy For The Devil                                        | 1994                  | 24-12-1994            | 10              | 6            | Nr.9 in de Mega Top 50 / Alarmschijf                                                         |
| Oh My God                                                     | 1999                  | -                     | -               | -            |                                                                                              |
| Chinese Democracy                                             | 2008                  | -                     | -               | -            | Nr.15 in de Single Top 100                                                                   |

| Single met hitnotering(en) in de Vlaamse Ultratop 50 | Datum van verschijnen | Datum van binnenkomst | Hoogste positie | Aantal weken | Opmerkingen |
| ---------------------------------------------------- | --------------------- | --------------------- | --------------- | ------------ | ----------- |
| Paradise City                                        | 1989                  | 22-04-1989            | 10              | 13           |             |
| Patience                                             | 1989                  | 15-07-1989            | 9               | 10           |             |
| Nightrain                                            | 1989                  | 30-09-1989            | 39              | 1            |             |
| Sweet Child o' Mine                                  | 1988                  | 21-10-1989            | 36              | 1            |             |
| You Could Be Mine                                    | 1991                  | 27-07-1991            | 10              | 12           |             |
| Don't Cry                                            | 1991                  | 28-09-1991            | 10              | 8            |             |
| Live And Let Die                                     | 1991                  | 11-01-1992            | 20              | 5            |             |
| November Rain                                        | 1992                  | 11-04-1992            | 18              | 11           |             |
| Knockin' on Heaven's Door                            | 1992                  | 06-06-1992            | 1               | 19           |             |
| Yesterdays                                           | 1992                  | 21-11-1992            | 27              | 13           |             |
| Civil War                                            | 1993                  | 19-06-1993            | 39              | 3            |             |
| Ain't It Fun                                         | 1993                  | 25-12-1993            | 26              | 3            |             |
| Estranged                                            | 1993                  | 22-12-1993            | 12              | 5            |             |
| Sympathy For The Devil                               | 1994                  | 21-01-1995            | 18              | 5            |             |
| Chinese Democracy                                    | 2008                  | 29-11-2008            | 27              | 2            |             |

### NPO Radio 2 Top 2000
| Nummers met noteringen in de NPO Radio 2 Top 2000 | '00 | '01 | '02 | '03 | '04 | '05 | '06 | '07  | '08 | '09 | '10 | '11 | '12 | '13 | '14  | '15  | '16 | '17 | '18  | '19  | '20  | '21  | '22  | '23  | '24  |
| ------------------------------------------------- | --- | --- | --- | --- | --- | --- | --- | ---- | --- | --- | --- | --- | --- | --- | ---- | ---- | --- | --- | ---- | ---- | ---- | ---- | ---- | ---- | ---- |
| Civil War                                         | -   | -   | -   | -   | -   | -   | -   | -    | -   | -   | -   | -   | -   | -   | -    | -    | -   | -   | -    | -    | 998  | 936  | 717  | 827  | 795  |
| Don't Cry                                         | -   | -   | -   | -   | -   | -   | -   | -    | -   | -   | -   | -   | -   | -   | -    | 872  | 881 | 805 | 682  | 671  | 755  | 940  | 697  | 819  | 793  |
| Estranged                                         | -   | -   | -   | -   | -   | -   | -   | -    | -   | -   | -   | -   | -   | -   | 1867 | 1226 | 566 | 391 | 416  | 403  | 433  | 437  | 362  | 416  | 418  |
| Knockin' on Heaven's Door                         | -   | 100 | 145 | 134 | 121 | 151 | 176 | 271  | 157 | 212 | 175 | 212 | 222 | 226 | 300  | 325  | 264 | 278 | 202  | 198  | 199  | 229  | 243  | 301  | 441  |
| Live and Let Die                                  | -   | -   | -   | -   | -   | -   | -   | -    | -   | -   | -   | -   | -   | -   | -    | -    | -   | -   | 1110 | 1397 | 1495 | 1507 | 1323 | 1500 | 1492 |
| November Rain                                     | 10  | 18  | 17  | 6   | 7   | 10  | 13  | 20   | 9   | 16  | 17  | 17  | 12  | 13  | 10   | 13   | 17  | 10  | 11   | 14   | 16   | 17   | 12   | 15   | 17   |
| Paradise City                                     | -   | -   | -   | -   | -   | -   | -   | 1128 | -   | 225 | 200 | 207 | 173 | 150 | 198  | 185  | 201 | 160 | 124  | 136  | 144  | 153  | 156  | 192  | 233  |
| Patience                                          | -   | -   | -   | -   | -   | -   | -   | -    | -   | -   | -   | -   | -   | -   | -    | 634  | 629 | 491 | 433  | 426  | 466  | 454  | 506  | 624  | 629  |
| Sweet Child o' Mine                               | -   | -   | -   | -   | -   | -   | -   | 144  | 890 | 89  | 103 | 67  | 57  | 58  | 65   | 55   | 51  | 36  | 34   | 32   | 35   | 33   | 35   | 40   | 62   |
| Welcome to the Jungle                             | -   | -   | -   | -   | -   | -   | -   | -    | -   | -   | -   | -   | -   | -   | -    | -    | 457 | 335 | 228  | 267  | 341  | 314  | 273  | 349  | 363  |
| You Could Be Mine                                 | -   | -   | -   | -   | -   | -   | -   | -    | -   | -   | -   | -   | -   | -   | -    | -    | -   | -   | -    | -    | 1657 | 1657 | 1451 | 1692 | 1653 |

1. ↑  Een '-' betekent dat het nummer niet was genoteerd en een vetgedrukt getal geeft de hoogste notering van een nummer aan.
2. ↑  2000 was het eerste jaar met een notering voor Guns N' Roses.

### Dvd's
| Dvd's met hitnoteringen in de Nederlandse Music Top 30            | Datum van verschijnen | Datum van binnenkomst | Hoogste positie | Aantal weken | Opmerkingen |
| ----------------------------------------------------------------- | --------------------- | --------------------- | --------------- | ------------ | ----------- |
| Use Your Illusion I - World Tour - 1992 in Tokyo                  | 2006                  | 17-06-2006            | 28              | 1            |             |
| Appetite for Democrazy - Live at the hard rock casino - Las Vegas | 2014                  | 08-11-2014            | 4               | 2*           |             |

## Optredens in Nederland
- Paradiso (Amsterdam), Amsterdam 2 oktober 1987
- Groenoordhallen, Leiden, 2 en 3 november 1990
- De Kuip, Rotterdam, 23 juni 1992
- Goffertpark, Nijmegen, 5 en 6 juni 1993
- Gelredome, Arnhem, 23 juni 2001
- Goffertpark, Nijmegen, 2 juli 2006
- Gelredome, Arnhem, 16 juni 2010
- Gelredome, Arnhem, 3 oktober 2010
- Rotterdam Ahoy, Rotterdam,  4 juni 2012
- Goffertpark, Nijmegen, 12 juli 2017
- Goffertpark, Nijmegen, 4 juli 2018
- Goffertpark, Nijmegen, 4 juli 2022
- Stadspark, Groningen, 23 juni 2023
- evenemententerrein aan de A2, Weert-Noord, 11 juli 2023